# 甘榜格南

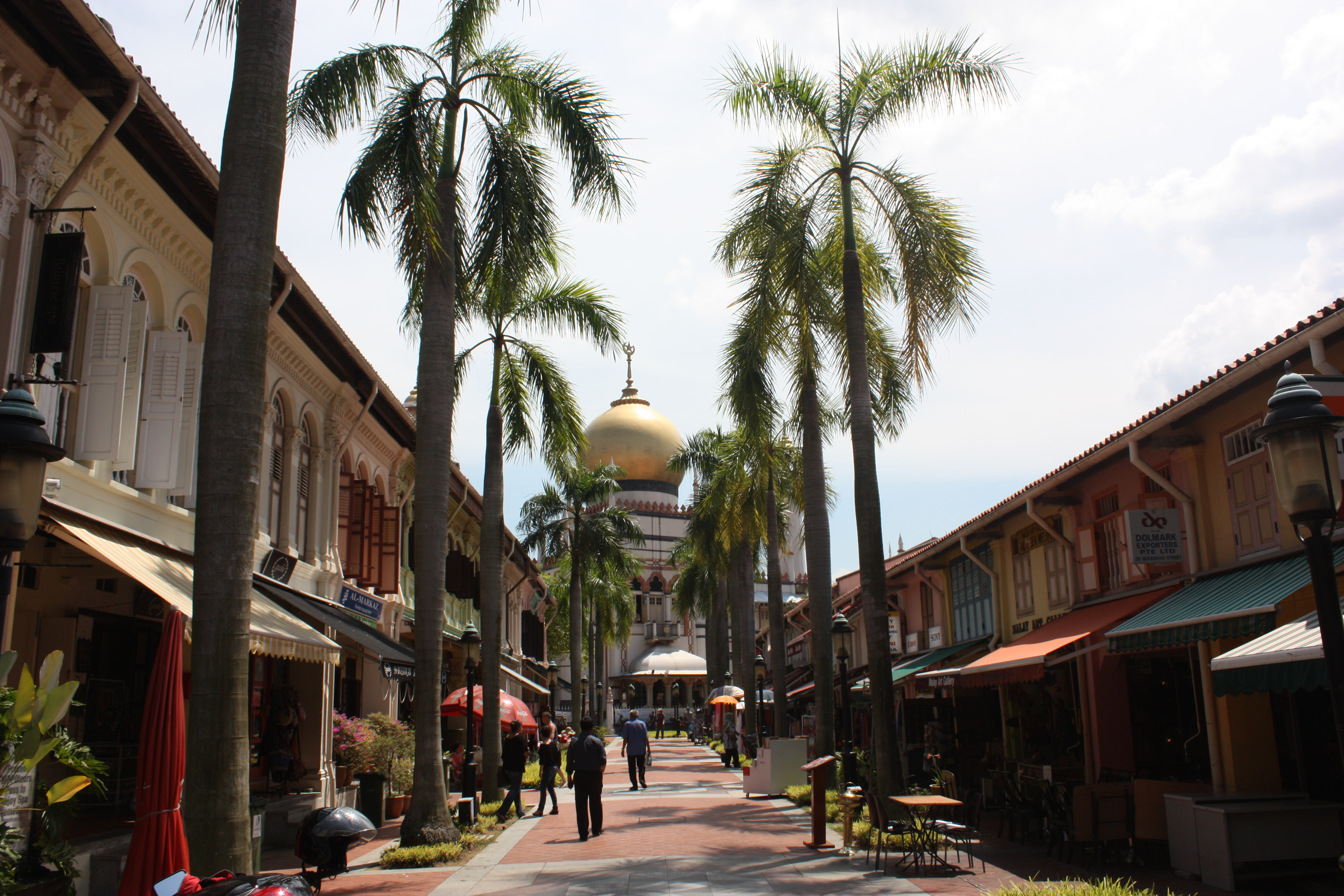
苏丹回教堂

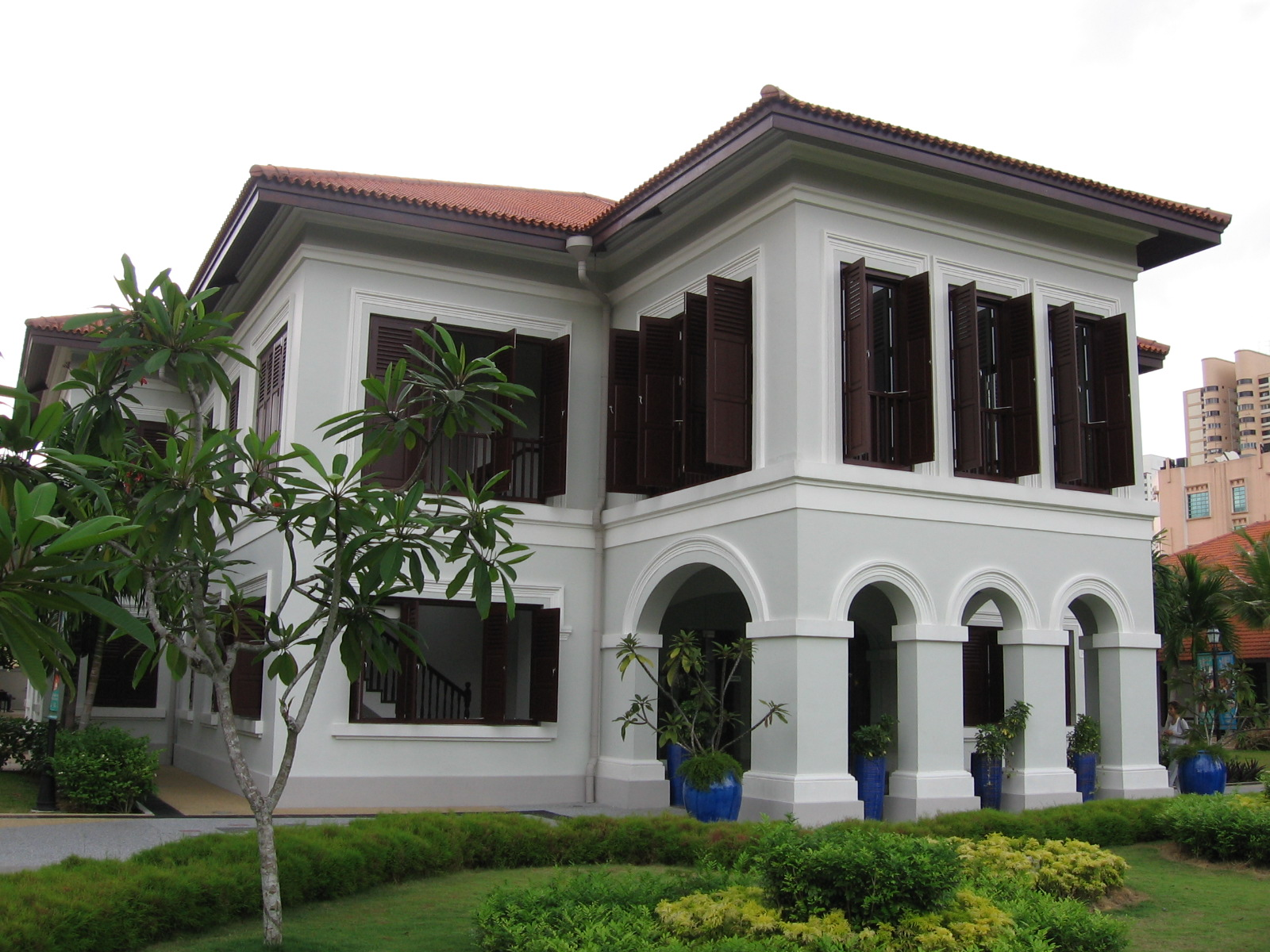
甘榜格南苏丹皇宫，今马来文化馆

甘榜格南（英语：Kampong Glam；马来语: Kampung Gelam；爪夷文: كامڤوڠ ڬلم；泰米尔语: கம்ப்பொங் கிலாம்) 是新加坡的一个居民区，位于新加坡河以北的梧槽（Rochor）规划区，是当地的马来-穆斯林区。

## 历史
该地区的名称“格南”被认为源于白千层树的马来语称呼 ，而“甘榜”（kampung）意为“村庄”。
在1819年英国殖民之前，该地区是马来贵族的家园。1819年，英国东印度公司与柔佛苏丹签署条约，获得在新加坡开港的权利。海峡殖民地历史的早期，根据1822年的莱佛士规划，殖民地根据不同的种族群体，划分为欧洲区、唐人街等。
甘榜格南被分配给苏丹和他的家人，以及马来人和阿拉伯商人。它位于当时的欧洲区的东边。根据条约，苏丹在甘榜格南获得了大片土地。他把土地分配给从马六甲、廖内群岛和苏门答腊等地移民来到新加坡的马来人，以及其他穆斯林。十九世纪下半叶，甘榜格南的移民社区迅速成长，最初来自苏门答腊，后来来自印度尼西亚其他地区和马来亚。于是形成了许多村庄，如马六甲村、爪哇村和布吉村。这里还有一个虽然小但很繁荣的阿拉伯商人社区。
在二十世纪初，甘榜格南的商业活动迅速扩张，新建了许多店屋和住宅。一个多种族社区很快在那里发展起来，不仅包括马来人和阿拉伯人，还包括华人和印度人。

## 现状

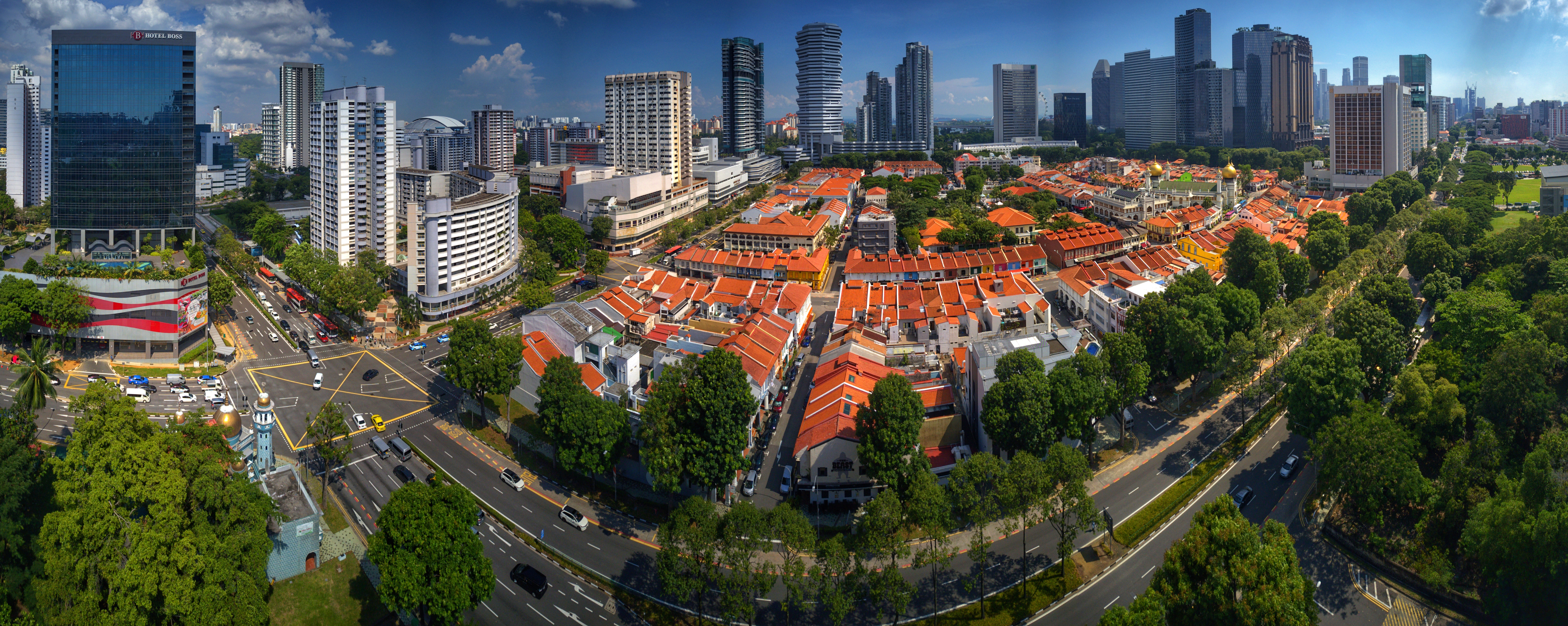

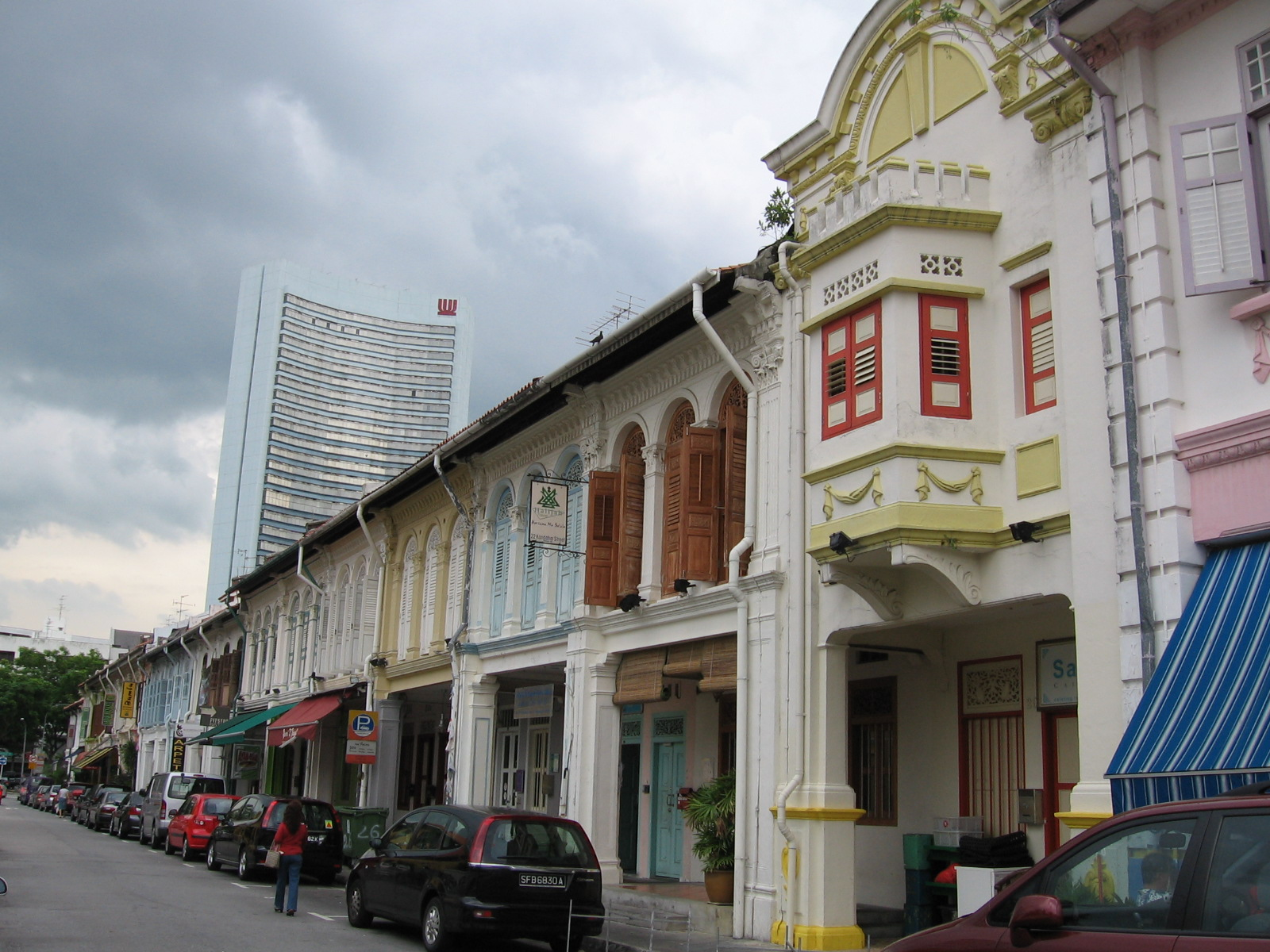
坎大哈街